# فرودگاه زودا
فرودگاه زودا (به انگلیسی: Zhoda Airport) یک فرودگاه همگانی است که یک باند فرود شن و رس دارد و طول باند آن ۸۷۶ متر است. این فرودگاه در شهر زودا کشور کانادا قرار دارد و در ارتفاع ۲۹۰ متری از سطح دریا واقع شده است.